# Белінда Бауер
Белінда Джейн Таубман (Бауер) (англ. Belinda Bauer; 13 червня 1950) — австралійська акторка, модель, психологиня.

## Біографія
Народилася 13 червня 1950 року в Австралії. Батьки були власниками компанії з виробництва фарби «Taubman Paints». Белінда брала участь у кількох конкурсах краси в Сіднеї. Почала свою кар'єру як балерина, потім працювала моделлю в Нью-Йорку.
З кінця 1970-х почала зніматися у фільмах. Найвідоміші ролі зіграла у фільмах «Гріхи Доріан Грей» (1983), «Самсон і Даліла» (1984), «Під нещасливою зіркою» (1985), «Робот-поліцейський 2» (1990), «Слуги сутінків» (1991).
З 1998 по 2001 рік навчалася в університеті Санта-Моніки. Потім працювала психологом у Лос-Анджелесі.

## Фільмографія
| Рік  |    | Українська назва              | Оригінальна назва                      | Роль                 |
| ---- | -- | ----------------------------- | -------------------------------------- | -------------------- |
| 1979 | ф  | Зимове вбивство               | Winter Kills                           | Іветт Мелоун         |
| 1980 | ф  | Успішна американська компанія | The American Success Company           | Сара                 |
| 1981 | тф |                               | The Archer: Fugitive from the Empire   | Естра                |
| 1982 | ф  | Гонщик у часі                 | Timerider: The Adventure of Lyle Swann | Клер Сіґн            |
| 1983 | ф  | Танець-спалах                 | Flashdance                             | Кеті Гарлі           |
| 1983 | тф | Гріхи Доріан Грей             | The Sins of Dorian Gray                | Доріан Грей          |
| 1984 | тф | Самсон і Даліла               | Samson and Delilah                     | Даліла               |
| 1984 | тф | Повітряний вовк               | Airwolf                                | Габріела Адемор      |
| 1984 | с  | Повітряний вовк               | Airwolf                                | Габріела Адемор      |
| 1984 | с  | Автостопщик                   | The Hitchhiker                         | Вероніка Гоффман     |
| 1985 | тф | Під нещасливою зіркою         | Starcrossed                            | Марія, прибулець     |
| 1987 | тф |                               | Tonight's the Night                    | Памела Альберг       |
| 1987 | тф |                               | Paul Reiser Out on a Whim              |                      |
| 1987 | ф  | Убивства по чотках            | The Rosary Murders                     | Пет Леннон           |
| 1988 | ф  | Приватна справа               | Act of Piracy                          | Сенді Ендрюс         |
| 1989 | ф  | Ультрависока частота          | UHF                                    | Реслерка             |
| 1990 | ф  | Робот-поліцейський 2          | RoboCop 2                              | доктор Джульєтт Факс |
| 1990 | с  | Вона написала вбивство        | Murder, She Wrote                      | Карла Тіссен         |
| 1991 | с  | Антагоністи                   | The Antagonists                        |                      |
| 1991 | ф  | Слуги сутінків                | Servants of Twilight                   | Крістіна Скавелло    |
| 1993 | ф  | Книга Мертвих                 | Necronomicon                           | Ненсі Гелмур         |
| 1993 | тф | Справа про вбивство           | A Case for Murder                      | Джоанна Гейнс        |
| 1993 | с  | Діагноз: убивство             | Diagnosis Murder                       | Емі Вестін           |
| 1995 | с  | Шовкові мережі                | Silk Stalkings                         | Лена Коррелл         |
| 1996 | ф  | Отруйний плющ 2: Лілі         | Poison Ivy II                          | Анжела Фальк         |